# Храм Дмитрия Донского (Нижний Тагил)
Храм-памятник во имя Святого Благоверного Великого князя Дмитрия Донского — храм Нижнетагильской епархии Русской православной церкви в Дзержинском районе города Нижний Тагил. Возведён рядом с главной проходной «Уралвагонзавода» по адресу Восточном шоссе, д. 28/6.

## История
Своим названием храм обязан танковой колонне «Дмитрий Донской», построенной на Нижнетагильском заводе на деньги, пожертвованные верующими. В 2000 году руководство Уралвагонзавода решило почтить память людей, собравших денежные средства для танковой колонны «Дмитрий Донской», создававших эти танки и воевавших на них, постройкой храма-памятника Святого Дмитрия Донского.
Храм был заложен 25 сентября 2000 года около центральной проходной Уралвагонзавода. Первый камень, заложенный в основание храма, был освящён Патриархом Московским и всея Руси Алексием II. Построенный храм 1 июня 2003 года был освящён епископом Екатеринбургским и Верхотурским Викентием, и тогда же в нём начались службы. В 2004 году Храм-памятник получил от руководства «Уралвагонзавода» Книгу памяти, в которую должно быть со временем записано более 33 тысяч имён тружеников завода: первостроителей, репрессированных и тех, кто трудился на заводе в годы Великой Отечественной войны. 17 апреля 2010 года в торжественной обстановке с участием патриарха Кирилла, полномочного представителя президента в УРФО Николая Винниченко, администрации Свердловской области, генеральный директор «Уралвагонзавода» Олег Сиенко и архиепископ Екатеринбургский и Верхотурский Викентий передали Храм-памятник Дмитрия Донского Екатеринбургской епархии.

## Описание
Храм Дмитрия Донского был построен в традициях русской архитектуры XI—XIV вв. по образу княжеского крестово-купольного собора. Представляет собой выполненный из кирпича четырёхстолпный одноглавый трёхапсидный храм. Автором проекта выступил архитектор, кандидат архитектуры Вячеслав Николаевич Ижиков. Роспись храма выполнена в стиле живописца древности Дионисия. При входе на территорию храма находится тройная кованая арка с воротами.